# Молекулярный граф
Молекулярный граф — связный неориентированный граф, находящийся во взаимно-однозначном соответствии со структурной формулой химического соединения таким образом, что вершинам графа соответствуют атомы молекулы, а рёбрам графа — химические связи между этими атомами. Понятие «молекулярный граф» является базовым для компьютерной химии и хемоинформатики. Как и структурная формула, молекулярный граф является моделью молекулы, и как всякая модель, он отражает далеко не все свойства прототипа. В отличие от структурной формулы, где всегда указывается, к какому химическому элементу относится данный атом, вершины молекулярного графа могут быть непомеченными — в этом случае молекулярный граф будет отражать только структуру, но не состав молекулы. Точно так же рёбра молекулярного графа могут быть непомеченными — в таком случае не будет делаться различие между одинарными и кратными химическими связями. В некоторых случаях может использоваться молекулярный граф, отражающий только углеродный скелет молекулы органического соединения. Такой уровень абстрагирования удобен для вычислительного решения широкого круга химических задач.
Естественным расширением молекулярного графа является реакционный граф, рёбра которого соответствуют образованию, разрыву и изменению порядка связей между атомами.
«Подчеркнём, что именно в теории Р. Бейдера впервые нашла обоснование эмпирическая идея аддитивности, именно эта теория позволила придать строгий физический смысл целому ряду понятий классической теории химического строения, в частности, „валентному штриху“ (связевый путь) и структурной химической формуле (молекулярный граф).»